# 480-489
De jaren 480-489 (van de christelijke jaartelling) zijn een decennium in de 5e eeuw.

## Belangrijke gebeurtenissen

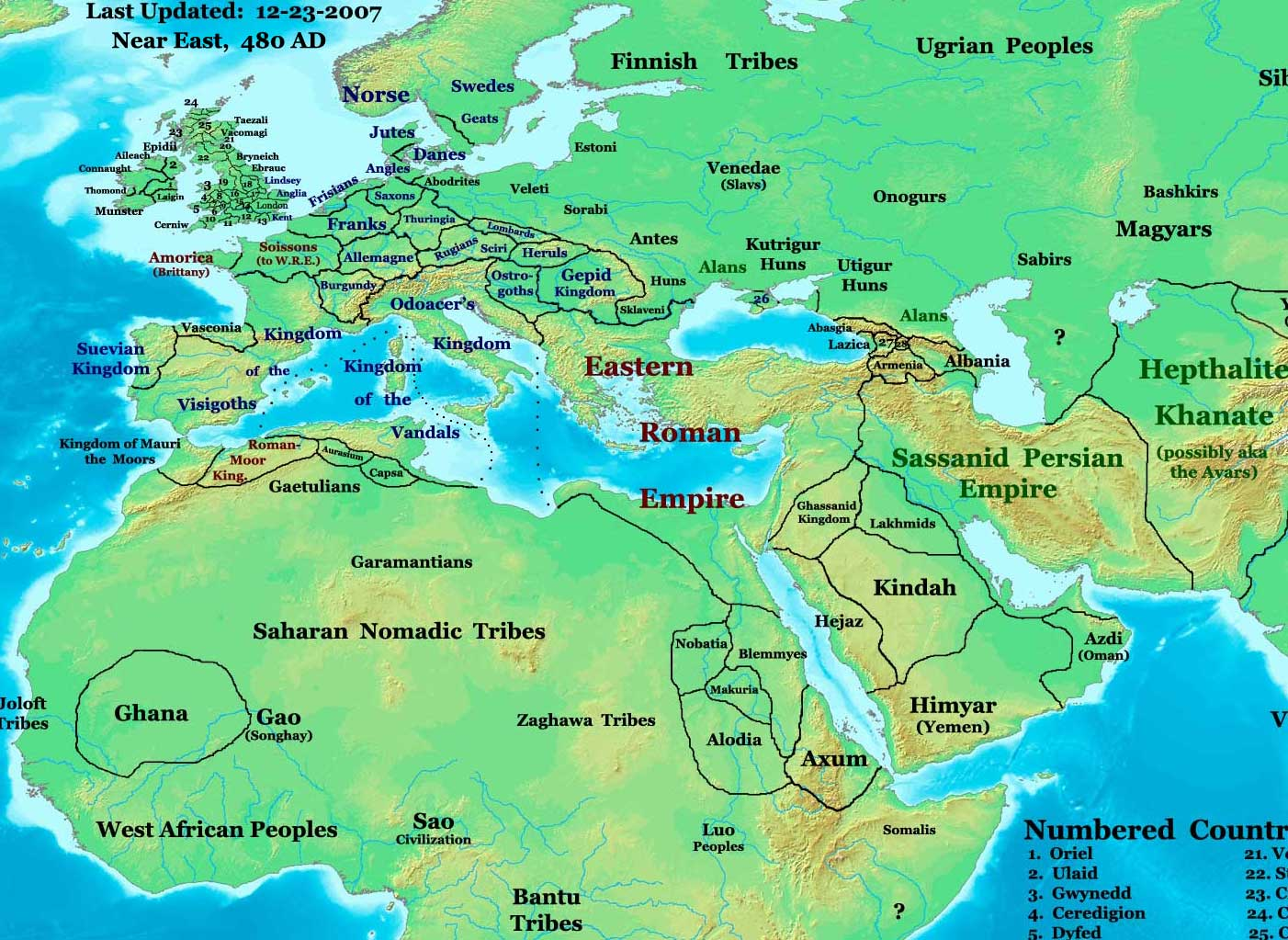

### Romeinse Rijk
- 480 : Julius Nepos de laatste legitieme keizer van West-Romeinse Rijk wordt vermoord.
- 481 : Clovis I wordt koning van de Salische Franken.
- 481/482: Odoaker verslaat Ovida en veroverd de provincie Dalmatia.
- 484 : Theodorik de Grote krijgt de titel van magister militum van de Oost-Romeinse keizer.
- 486 : Slag bij Soissons. Clovis verslaat Syagrius, dit betekent het einde van de laatste Romeinse enclave in Gallië, dat door het Frankische Rijk wordt toegeëigend.
- 488 : Theodorik de Grote krijgt van keizer Zeno van Byzantium de opdracht het Rijk van Odoaker te veroveren.

## Godsdienst
- 484 : Het Acaciaans schisma. Discussie over het monofysitisme.

## Kunst en cultuur
- Merovingische kunst

## Heersers

### Europa
- Kaukasisch Albanië: Vachagan III (ca. 487-510)
- Bourgondiërs: Godigisel (473-501), Chilperik II (473-493), Gundomar (473-486), Gundobad (486-516)
- Byzantium: Zeno (474-491)
  - tegenkeizer: Leontios I (484-488)
- Salische Franken: Childerik I (ca. 458-481), Clovis I (481-511), Ragnachar (ca. 480-509)
- Kent: Hengest (455-488), Oisc (488-516)
- Italië: Odoaker (476-493)
- Longobarden: Godehoc (ca. 480-490)
- Ostrogoten: Theodorik de Oudere (473-481), Theodorik de Grote (474-526)
- Gallo-Romeinse Rijk: Syagrius (464-486)
- Vandalen: Hunerik (477-484), Gunthamund (484-496)
- Visigoten: Eurik (466-485), Alarik II (485-507)

### Azië
- China
  - Noordelijke Wei: Beiwei Xiaowendi (471-499)
  - Zuidelijke Qi: Qi Gaodi (479-482), Qi Wudi (482-493)
- India (Gupta's): Budhagupta (476-495)
- Japan (traditionele data): Seinei (480-484), Kenzo (485-487), Ninken (488-498)
- Korea
  - Koguryo: Jangsu (413-491)
  - Paekche: Dongseong (479-501)
  - Silla: Soji (479-500)
- Perzië (Sassaniden): Peroz (459-484), Valash (484-488), Kavad I (488-531)

### Religie
- paus: Simplicius (468-483), Felix II (III) (483-492)
- patriarch van Alexandrië: Timoteüs III (477-482), Johannes I (482), Petrus III (482-489), Athanasius II (489-496)
- patriarch van Antiochië: Petrus de Voller (476-488), Johannes II (488-490)
- patriarch van Constantinopel: Acacius (471-488), Fravitta (488-489), Eufemius (489-495)
- patriarch van Jeruzalem: Martyrius (478-486), Sallustius (486-494)

<< · 480 · 481 · 482 · 483 · 484 · 485 · 486 · 487 · 488 · 489 · >>
<< · 400-409 · 410-419 · 420-429 · 430-439 · 440-449 · 450-459 · 460-469 · 470-479 · 480-489 · 490-499 · >>